# Kike Sarasola
Enrique Sarasola Marulanda (Madrid, 12 de noviembre de 1963), más conocido como Kike Sarasola, es un deportista, empresario y actor español.

## Biografía
Es hijo del empresario Enrique Sarasola Lerchundi y de María Cecilia Marulanda. Desde joven tuvo caballos a su alrededor, y junto a su hermano Fernando Sarasola se convirtieron en jinetes, llegando a competir al más alto nivel.
Kike Sarasola ha sido cuatro veces campeón de España de hípica, medalla de bronce en el Campeonato Europeo de Concurso Completo de 2001 y tres veces diploma olímpico (en Barcelona, Atlanta y Sídney).
Fue el primer deportista de élite español en haber declarado públicamente su homosexualidad en la portada de la revista Zero, aunque ha declarado llevar abiertamente ese hecho con su familia desde los 19 años.
Se casó en Madrid el 26 de octubre de 2006 con Carlos Marrero, su novio de toda la vida, boda a la que acudieron numerosas personalidades, como Felipe González, Eugenia Martínez de Irujo o Cayetana Guillén Cuervo. Esta boda ocupó las portadas de la prensa rosa española, por el carácter del personaje, y las de los periódicos, por su importante apoyo a la ley de matrimonios homosexuales. Ambos son padres de dos niños, Aitana (2012) y Enrique júnior (2015) nacidos mediante vientre de alquiler.
Ha sido nombrado uno de los 25 gais con más poder de España por el periódico El Mundo.
Como empresario, es presidente y fundador de Room Mate Hotels y BeMate.com.
Su empresa Room Mate entró en proceso de liquidación en octubre de 2022 al encontrarse con un pasivo de 200 millones de euros frente a 60 millones de activo.
Su carrera como actor es discreta, habiendo actuado en series televisivas como Policías, y películas como Killer Barbys vs. Dracula o Slam. En enero de 2017 estrenó su programa de televisión Este hotel es un infierno para la cadena DMax, donde asesora a hoteles en apuros para ayudarles en correcto funcionamiento y día a día.

## Palmarés
- Campeón de España de hípica: 4 veces
- Campeonato Europeo de Concurso Completo:  Medalla de bronce en el de 2001
- Juegos Olímpicos: 3 diplomas olímpicos en Barcelona, Atlanta y Sídney

## Premios
- En el año 2015 le otorgaron la Medalla al Mérito Turístico a la Innovación.[14]
- Recibió el premio Starlite Gala 2013 otorgado por la Fundación Starlite, plataforma internacional de filantropía.